# William Friese-Greene

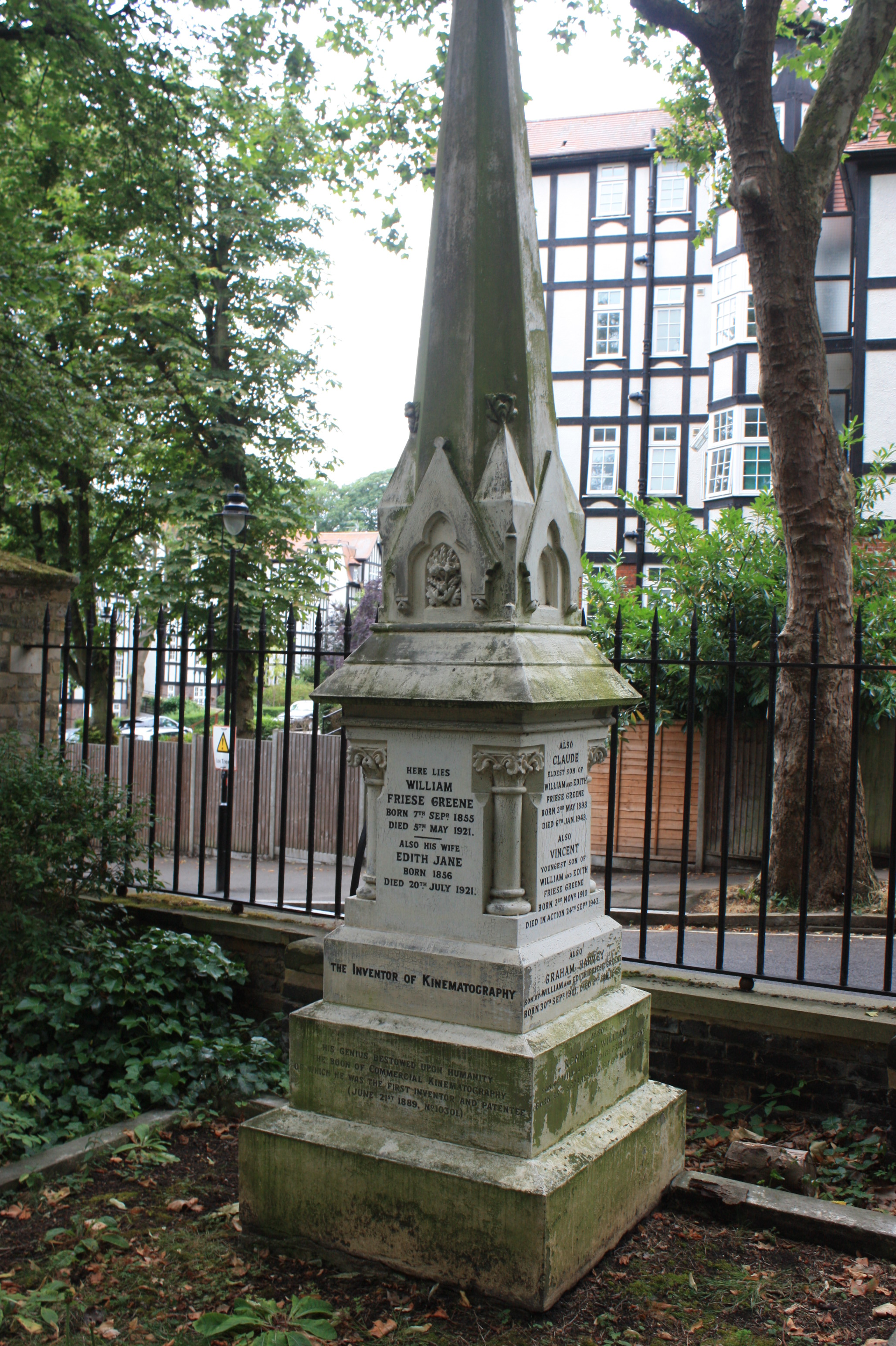
Hrob vynálezce na hřbitově Highgate

William Friese-Greene (roz. William Edward Green, 7. září 1855 – 5. května 1921) byl plodný anglický vynálezce a profesionální fotograf. Je známý především jako průkopník v oblasti filmu, v letech 1888–1891 vymyslel řadu kamer a v Londýně s nimi natáčel filmy. V roce 1905 si dal patentovat postup dvoubarevného natáčení. Bohatství přinesly jeho vynálezy v tisku, včetně sazby fotografií a způsobu tisku bez inkoustu, a řetězec fotografických studií. Všechny úspory vynaložil na výzkum, třikrát zkrachoval, byl jednou uvězněn a zemřel v bídě.

## Životopis
William Edward Green se narodil 7. září 1855 v Bristolu. Studoval ve škole Queen Elizabeth's Hospital. V roce 1871 se učil u bristolského fotografa Marcuse Guttenberga, ale později se úspěšně obrátil na soud, aby byl brzy osvobozen z indentur svého sedmiletého učení. Oženil se se Švýcarkou Helenou Frieseovou (roz. Victoria Mariana Helena Friese) dne 24. března 1874 a v pozoruhodném pohybu doby se rozhodl ke svému příjmení přidat také její rodné jméno. V roce 1876 založil své vlastní studio v Bathu a do roku 1881 rozšířil své podnikání o další studia v Bath, Bristolu a Plymouthu. V roce 1890 vstoupil do partnerství s fotografkou Kate Pragnellovou na adrese Sloane Street čp. 162, Chelsea v Londýně.

## Galerie

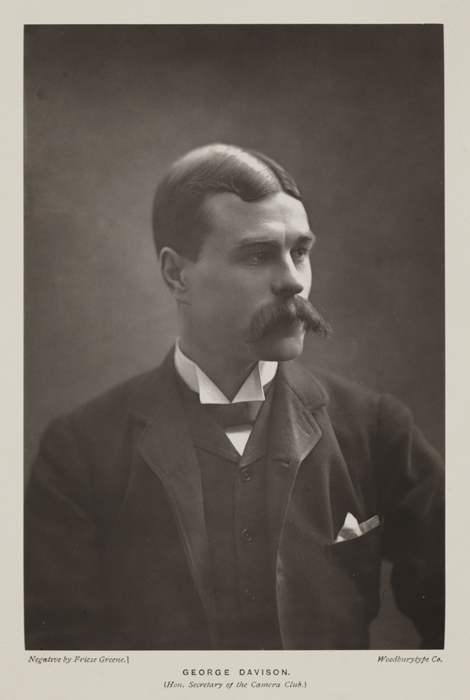
William Friese-Greene: George Davison. (Hon. Secretary of the Camera Club.)